# Беттіна Діснер
Беттіна Діснер (нім. Bettina Diesner; нар. 8 лютого 1970) — колишня австрійська тенісистка.
Найвищу одиночну позицію світового рейтингу — 272 місце досягла 30 січня 1989, парну — 225 місце — 18 липня 1988 року.
Здобула 2 парні титули туру ITF.

## Фінали ITF
| Легенда         |
| --------------- |
| турніри $25,000 |
| турніри $10,000 |

### Парний розряд: 5 (2–3)
| Результат | Ранг | Дата           | Турнір                       | Покриття | Партнерка            | Суперниці                         | Рахунок                |
| --------- | ---- | -------------- | ---------------------------- | -------- | -------------------- | --------------------------------- | ---------------------- |
| Поразка   | 1.   | 25 серпня 1986 | Вельс (місто), Австрія       | Ґрунт    | Барбара Паулюс       | Паулетте Морено Карін Оберляйтнер | 5–7, 6–7(4–7)          |
| Поразка   | 2.   | 27 липня 1987  | Кіцбюель, Австрія            | Ґрунт    | Карін Оберляйтнер    | Юдіт Візнер Гайді Шпрунґ          | 3–6, 4–6               |
| Поразка   | 3.   | 17 серпня 1987 | Лісабон, Португалія          | Ґрунт    | Стефанія Далла Валле | Вероніка Мартінек Река Сіксаї     | 6–7(4), 7–6(5), 6–7(5) |
| Перемога  | 1.   | 29 лютого 1988 | Рокафорт (Валенсія), Іспанія | Ґрунт    | Анн Сімпкін          | Елена Герра Роса Б'єльса          | 6–3, 6–2               |
| Перемога  | 2.   | 29 серпня 1988 | Корсика, Франція             | Ґрунт    | Мареке Плохер        | Ханет Соуто Роса Б'єльса          | 6–1, 6–4               |